# Claude J. Crenshaw
Claude James Crenshaw (12 tháng 12 năm 1918 – 17 tháng 3 năm 1972) là trung tá Không quân Hoa Kỳ và phi công ách, ông đã bắn phá hủy 7 máy bay quân địch trong Thế chiến II.

## Đầu đời
Crenshaw sinh năm 1918 tại Monroe, Louisiana.

## Thế chiến II

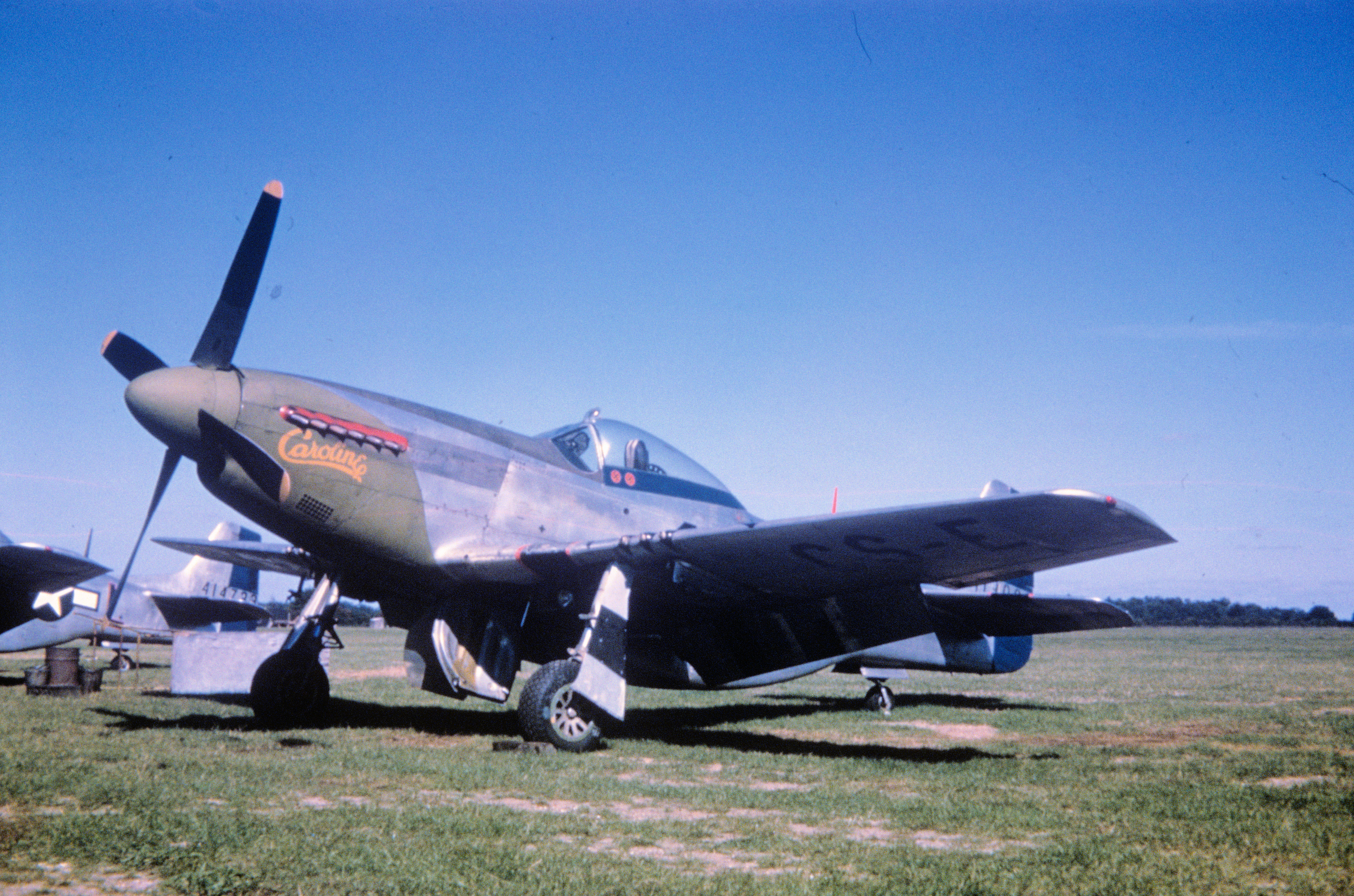
P-51 của 359th Fighter Group

Vào tháng 4 năm 1944, Crenshaw được chỉ định vào Phi đoàn chiến đấu số 369 trong Liên đoàn Chiến đấu số 359 tại Mặt trận Tác chiến Châu Âu. Căn cứ tại Không quân Hoàng gia East Wretham, ông thực hiện các nhiệm vụ trên chiếc North American P-51 Mustang.
Ngày 11 tháng 9 năm 1944, trong khi dẫn đầu chuyến bay qua Kölleda, Đức, chuyến bay của Crenshaw đụng độ 100 chiếc Messerschmitt Bf 109. Trong cuộc đụng độ này, Crenshaw đã bắn hạ hai chiếc Bf 109 và trong cùng nhiệm vụ, ông và phi công yểm trợ đã oanh tạc một sân bay của quân địch và Crenshaw đã phá hủy một máy bay địch trên mặt đất. Vào ngày 18 tháng 9, trong một nhiệm vụ trên bầu trời Düsseldorf, Đức, ông bắn hạ một chiếc Bf 109 đang tấn công phi công yểm trợ của mình, nâng tổng số chiến công của Crenshaw lên ba.
Ngày 21 tháng 11, trong chuyến hộ tống máy bay ném bom qua Merseburg, Đức, chuyến bay của Crenshaw đụng độ đội hình lớn của chiếc Focke-Wulf Fw 190 đang cố gắng tấn công máy bay ném bom. Trong trận không chiến, Crenshaw và phi công yểm trợ bị tách khỏi phi đội sau khi bay về hướng sương mù. Trong trận không chiến, ông và phi công yểm trợ đã một mình tấn công nhóm Fw 190 cùng việc Crenshaw bắn hạ 4 chiếc Fw 190 và có thể bắn thêm một chiếc khác. Sau khi ông trở về căn cứ, thì phát hiện ra chỉ có ba trong số sáu khẩu súng trên chiếc P-51 hoạt động trong nhiệm vụ. Vì sự dũng cảm của mình trong nhiệm vụ, Crenshaw được trao Huân chương Thập tự Phục vụ Xuất sắc.
Trong Thế chiến II, Crenshaw được công nhận đã bắn hạ bảy máy bay quân địch trong trận không chiến, một chiếc có thể và ba chiếc bị phá hủy trên mặt đất khi oanh tạc các sân bay của quân địch. Khi phục vụ trong Liên đoàn Chiến đấu số 359, ông điều khiển chiếc P-51 mang tên "Louisiana Heatwave".

## Hậu chiến
Tháng 12 năm 1944, Crenshaw quay về Hoa Kỳ. Sau khi Thế chiến II kết thúc, ông tiếp tục phục vụ trong Không quân Hoa Kỳ mới thành lập và giải ngũ vào năm 1965 với quân hàm trung tá.

## Gia đình
Crenshaw kết hôn với Johnnie Ruth, nhũ danh Hudson vào năm 1943. Họ có ba con gái và một con trai, cùng nhiều cháu chắt.
Crenshaw qua đời vào ngày 17 tháng 3 năm 1972 ở tuổi 53 vì bệnh ung thư phổi. Ông được an táng tại Nghĩa trang Công viên Tưởng niệm Victor Valley ở Victorville, California.

## Chiến công
| Thời gian         | # | Loại                 | Vị trí          | Máy bay       | Đơn vị chỉ định |
| ----------------- | - | -------------------- | --------------- | ------------- | --------------- |
| 11 tháng 9, 1944  | 2 | Messerschmitt Bf 109 | Kölleda, Đức    | P-51D Mustang | 368 FS, 359 FG  |
| 18 tháng 9, 1944  | 1 | Bf 109               | Düsseldorf, Đức | P-51D         | 368 FS, 359 FG  |
| 21 tháng 11, 1944 | 4 | Focke-Wulf Fw 190    | Merseburg, Đức  | P-51D         | 368 FS, 359 FG  |

Nguồn: Air Force Historical Study 85: USAF Credits for the Destruction of Enemy Aircraft, World War II 

## Huân chương
Huân chương được trao gồm:
| Phù hiệu phi công chỉ huy                                                                             |                                                                                        |
| | Huân chương Thập tự Phục vụ Xuất sắc                                                   |
| Bronze oak leaf cluster                                                                               | Huân chương Thập tự Phi hình Xuất sắc cùng cụm lá sồi đồng                             |
| Silver oak leaf cluster · Bronze oak leaf cluster · Bronze oak leaf cluster · Bronze oak leaf cluster | Huân chương Không quân cùng 1 cụm lá sồi bạc và 3 đồng                                 |
| | Air Medal (second ribbon required for accoutrement spacing)                            |
| | Biểu dương Đơn vị Tổng thống                                                           |
| | Huân chương Chiến dịch Mỹ                                                              |
| Bronze star · Bronze star · Bronze star                                                               | Huân chương Chiến dịch Châu Âu – Châu Phi – Trung Đông cùng 3 ngôi sao chiến dịch đồng |
| | Huân chương Chiến công Thế chiến II                                                    |
| | Huân chương Quân đội chiếm đóng with 'Germany' clasp                                   |
| Bronze star                                                                                           | Huân chương Phục vụ Quốc phòng cùng ngôi sao phục vụ đồng                              |
| | Huân chương quân đội viễn chinh                                                        |
| Bronze oak leaf cluster · Bronze oak leaf cluster · Bronze oak leaf cluster · Bronze oak leaf cluster | Huân chương Phục vụ Tuổi thọ Hàng không và Không gian cùng 4 cụm lá sồi đồng           |
| | Huân chương Dự bị Lực lượng Vũ trang                                                   |